# Patrick Bricard
Pour les articles homonymes, voir Bricard.
Patrick Bricard, né le 26 avril 1940 à Caen et mort le 25 janvier 2019 à Bordeaux, est un acteur et metteur en scène français.

## Biographie

### Carrière

#### Télévision
Il apparaît dans la série L'Homme du Picardie en 1968 dans le rôle de Marcel, avant d'accéder à la célébrité grâce au rôle de François, dans l'émission pour la jeunesse L'Île aux enfants (1974-1982).
Après avoir prêté sa voix à Karpok dans la série télévisée Le Village dans les nuages (1982-1985), il présente l'attraction qui figure dans l'émission La Dernière Séance présentée par Eddy Mitchell.

#### Cinéma
Il tourne dans quelques films comme Les Parapluies de Cherbourg (1964) ou Le Distrait (1970).

#### Théâtre
À partir de 1986, il se consacre principalement au théâtre, notamment en tant que metteur en scène (Poil de carotte, Le Petit Prince, les Lettres de mon moulin, Les Fourberies de Scapin, L'Avare, Le Médecin malgré lui, etc.) au théâtre du Gymnase ou au théâtre de la Porte-Saint-Martin. Il a également joué au café-théâtre, dans une pièce surréaliste, La Piano-Femme. Il fait quelques apparitions au "Cabinet fantastique" du Musée Grévin.

### Vie privée
Patrick Bricard passe les dernières années de sa vie à Vernon dans l'Eure où il résidait et où il est enterré.